# Сайф ад-Дін Мухаммад
Сайф ад-Дін Мухаммад або Мухаммад III (*д/н — 1163) — 2-й володар Гурідського султанату в 1161—1163 роках.

## Життєпис
Походив з династії Гурідів. Син султана Хусейна II. Про дату народження немає відомостей. Здобув військовий та політичний досвід під орудою батька. після смерті Хусейна II став новим правителем Гурідського султанату. Його основним ворогом були огузи, що після припинення держави Великих Сельджуків стали потужною силою в Хорасані.
Спочатку Сайф ад-Діну сприяв успіх — він завдав поразки супротивнику, після чого зайняв області в Кандагарі, але не зміг захопити Газні. Водночас було здійснено успішний похід проти Сістана, де 1162 року тамтешня династія Насридів визнала зверхність Гурідів. У 1163 році рушив проти огузів на півночі Хорасану. Проте у вирішальний битві біля Мерву був зраджений власним військовиком ібн Шитом, внаслідок чогогурідське військо зазнало поразки від огузів, а сам султан загинув. Владу перейняв його двоюрідний брат Абул-Фатіх.